# 基夫霍伊瑟兰
基夫霍伊瑟兰（德語：Kyffhäuserland，發音：[ˈkɪfhɔʏzɐˌlant]）是德国图林根州基夫霍伊瑟县的市镇，面积129.01平方千米，人口为人。该市镇于2012年12月31日由市镇巴德拉、本德莱本、格林根、金瑟罗德、哈赫尔比希、罗特莱本、塞加和施泰因塔莱本合并而成。